# Équipe de Tchéquie des moins de 17 ans de football
Maillots
L'équipe de Tchéquie des moins de 17 ans est une sélection de joueurs de moins de 17 ans au début des deux années de compétition placée sous la responsabilité de la Fédération de République tchèque de football.
L'équipe a été par deux fois finaliste du championnat d'Europe des moins de 17 ans, et a participé une fois à la Coupe du monde des moins de 17 ans.

## Parcours au Championnat d’Europe des moins de 17 ans
- 1995 : Quarts-de-finale
- 1996 : Non qualifiée
- 1997 : Non qualifiée
- 1998 : Non qualifiée
- 1999 : 4e
- 2000 :  Finaliste
- 2001 : Non qualifiée
- 2002 : 1er tour
- 2003 : Non qualifiée
- 2004 : Non qualifiée
- 2005 : Non qualifiée
- 2006 :  Finaliste[1]
- 2007 : Non qualifiée
- 2008 : Non qualifiée
- 2009 : Non qualifiée
- 2010 : 1er tour
- 2011 : 1er tour
- 2012 : Non qualifiée
- 2013 : Non qualifiée
- 2014 : Non qualifiée
- 2015 : 1er tour
- 2016 : Non qualifiée
- 2017 : Non qualifiée
- 2018 : Non qualifiée
- 2019 : Quart de finale
- 2020 - 2021 : Editions annulées[2],[3]
- 2022 : Non qualifiée
- 2023 : Non qualifiée
- 2024 : Quart de finale

### Parcours en Coupe du monde
- 1995 : Non qualifiée
- 1997 : Non qualifiée
- 1999 : Non qualifiée
- 2001 : Non qualifiée
- 2003 : Non qualifiée
- 2005 : Non qualifiée
- 2007 : Non qualifiée
- 2009 : Non qualifiée
- 2011 : 1er tour
- 2013 : Non qualifiée
- 2015 : Non qualifiée
- 2017 : Non qualifiée
- 2019 : Non qualifiée
- 2023 : Non qualifiée